# 어댑터
어댑터(영어: adapter, adaptor)는 다른 전기나 기계 장치를 서로 연결해서 작동할 수 있도록 만들어 주는 결합 도구다.
연결부분을 마찰력을 이용한 스프링 장치나, 나사로 가공해서 잘 빠지지 않도록 만든다.

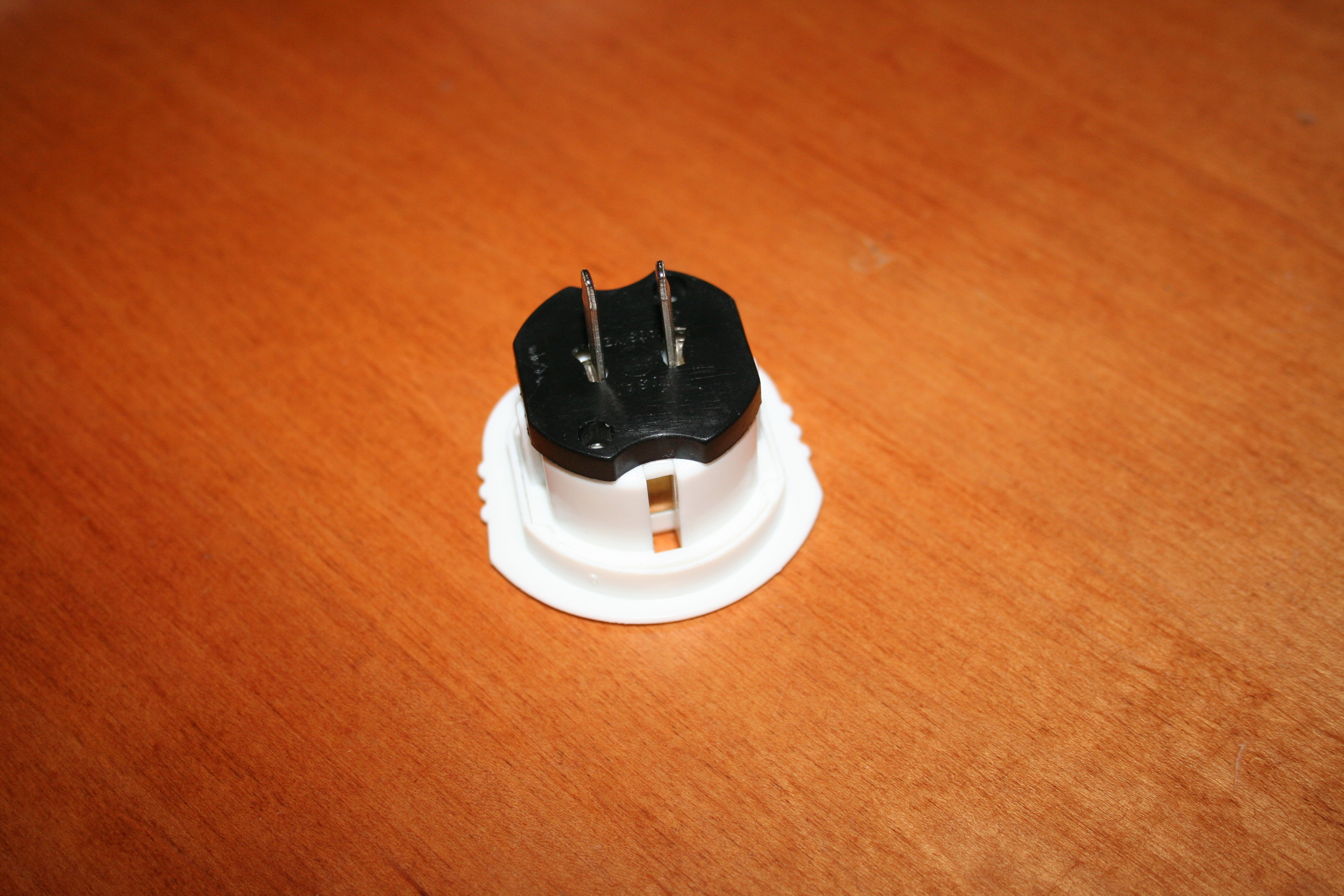
전기 어댑터

- 전기 어댑터는 서로 다른 전압이나 콘센트에 모양이 다른 플러그를 꽂을 수 있도록 만들어주는 장치다.
- 수도, 가스 등에서 서로 다른 모양의 배관을 연결하는 장치다.
- 광섬유 어댑터, 네트워크 어댑터

## AC-DC 어댑터
AC-DC 전원 공급 장치는 가정용 주 전압(120V 또는 230V AC)의 전기를 가전 제품에 전원을 공급하는 데 적합한 저전압 DC로 변환한다.

## 소프트웨어 패턴
소프트웨어에서 어댑터는 실제로 다른 구현을 사용하면서 기존 구성 요소의 인터페이스를 준수하는 코드 조각이다.

## 같이 보기
- 커넥터
- 인터페이스
- 동글
- 콘센트
- 멀티탭
- 리퍼포징